# David Bawden
David Bawden  (* 1952) je jedním z významných představitelů v oboru informační vědy. Aktuálně působí jako profesor informační vědy na University of City v Londýně, kde působí na katedře knihovnictví a informační vědy. Jeho přínos pro informační vědu spočívá v přispění k rozvoji odvětví informační vědy i moderních informačních systémů, v propojení chemie a informační vědy a v jeho vzdělávacích a publikačních činnostech.

## Život
Bawden se chtěl stát vědcem už od mládí, fascinoval ho svět science-fiction. Ze školních let ale nevynikal v matematice a činnost v laboratořích ho příliš nezajímala. Humanitní vědy byly jeho silnou stránkou. Zajímala ho chemie, a proto šel studovat organickou chemii. V akademické knihovně se dozvěděl o informační vědě a jeho zájem o tuhle oblast začal růst, neboť neobsahovala žádné výpočetní a praktické aspekty.

## Vzdělání
1. studium na University of Liverpool se zaměřením na organickou chemii s titulem Mgr.
2. studium na University of Sheffield na Katedře knihovnictví a informační vědy se zaměřením na vědecké a chemické informace se zakončením tituly MSc. a PhD.

## Akademické zaměření

### Základní oblasti
1. Základy informačních věd včetně pojetí informací v různých oblastech filozofie informací, metodologie budování a výzkumu v knihovnách a v samotných informačních disciplínách.
2. Dokumentace a informační zdroje jako je jejich přirozená povaha, využití a organizace, historický vývoj a nové formy.
3. Informační chování s aspekty spojené s individuálními rozdíly, s kreativitou a inovacemi a s rozvojem a pochopení digitální gramotnosti.

### Hlubší vymezení oblastí
1. Základy informačních věd a druhy teorií, konceptů a modelů používaných v informačních vědách a jak se teorie vyvíjí a používá v oboru. Zkoumal koncepty informací v oblastech filozofie, fyziky a biologie ke zjištění, lze z tohoto druhu srovnání vyvodit poučení a získat užitečné poznatky z něhož může knihovnictví a informační věda čerpat pro formulující koncepty ostatních vědních disciplín. Bawden považoval Luciana Floridiho, autora knihy Filozofie informace, jeho formulaci informační etiky za velmi inspirativní jako jeho nejlepší konceptuální základ knihovnické a informační disciplíny, který může poskytnout pevný základ pro studium praktických a etických otázek, kterým čelí informační profese.
2. Dokumentace a informační zdroje s využitím poznatků o dokumentaci Paula Otlet a Suzanne Briet o tradiční dokumentaci do nových digitálních forem dokumentů s historickým vývojem dokumentů v institucích se zájmem o 19. století. Vzhledem k jeho vzdělání se zaměřuje zejména na zdroje ve vědě a zdravotnictví.
3. Informační chování informační vědy s hlavní myšlenkou, jak může informační věda spíše porozumět než pouze šířit informace. Zabývá se zde o kreativitu a inovacích informace, které mají silný vztah k přístupům k prohlížení informací. Zkoumající individuální rozdíly v informačním chování, zejména takové, které jsou spojeny s faktorem osobnosti podle jeho názoru hodnotným tématem pro studium pro doplňující aspekt sociálních studií.

## Publikace
David Bawden byl velice vlivný a angažovaný autor, kde si klade základní otázky informační vědy. Ve svých publikačních dílech byl celkem 9645krát citován od roku 2012–2019.
Je samotným autorem 9 knih a u zbývajících 17 knih je spoluautorem, z něhož jeho nejznámější dílo je Introduction to information science, na kterém spolupracoval s významnou vědkyní Lyn Robinson, která taktéž přednáší na Katedře Informačních studií na University College London. Oba byli ve spolupráci i s dalšími autory jako jsou např. Birger Hjørland z Dánska a spol, ale ti napsali pouze jednotlivé předmluvy. V úvodu se hlavní autoři publikace převážně zaměřili na základní přehled informační vědy, protože se jedná o velmi rozsáhlou oblast, kde by výsledkem měl být kvalitní úvod do „logiky“ a „jazyka“ informační vědy. Zvláštní pozornost věnovali těm pasážím, o nichž nejsou rozsáhlé záznamy z jiných zdrojů. Věnují se převážně základním principům a oproti ostatním textům o informační vědě si kladli zvláštní důraz pro koncepci a teorii, které lze snáz pochopit než u znalostí o různých specifických vlastnostech současných systémů, služeb a technik.
V dalších knihách, co sám napsal rozebírá oblasti jako uživatelsky orientované hodnocení informačních systémů a služeb, chemické informační systémy nad rámec struktury a úvod do informačních technologií.
Je autorem a spoluautorem 25 vědeckých kapitol z různých knih, ve kterých se zabýval teoretickým vývojem v informačních vědách, teorií informace a vědecké komunikace, informační kultury v digitálním věku, informační a digitální gramotnosti související s celoživotním učení a digitálnímu občanství, porozumění informační politice, o informačních stylech, jak souvisí s rozdíly v chování s informacemi, o systémech chemických struktur a chemických informačních systémech.
Je autorem a spoluautorem celkem 347 článků ve vědeckých časopisech, kde byl editorem nejvýznamnějšího předního evropského recenzovaného článku s názvem The Journal of Documentation v oboru knihovnictví a informační vědy, ve kterém se zaměřuje na filozofické koncepty jeho rámce v kontextu své dokumentace a zaznamenaného poznání. Tyto články zahrnují odbornou praxi a nejnovější poznatky všech odvětví knihovní a informační vědy a ve vědách jimi příbuzných z psychologie, kognitivní vědy, fyzikální vědy, z komunikačních a mediálních studií a informatiky. Je jedním z nejcitovanějších článků v databázích SCOPUS a ISI. Za jeho nejcitovanější vědní časopis je považován časopis Informace a digitální literatura: přehled pojmů v Journal of documentation, kde se zabýval pojmy informační a digitální gramotností formou literárního průzkumu a analýzy. Je zde popsána i počítačová gramotnost, gramotnosti knihoven, síťové gramotnosti, internetové gramotnosti a hyper-gramotnosti, které jsou rozšířeny pro komplexní informační prostředí.  
Je spoluautorem s Lyn Robinson jedné zprávy o vyhodnocení dopadu podpůrných služeb primární péče a duševního zdraví.
Je autorem diplomové práce na téma vyšetřování základních aspektů analýzy chemických reakcí pro ukládání a vyhledávání. A disertační práce na téma techniky substrukturální analýzy pro korelaci struktury a vlastnictví v počítačových informačních systémech.
Je spoluautorem spolu s Lyn Robinson a Tyabba Siddiqui internetové publikace zvané Still awaiting the quantum turn, která se zabývá myšlenkou o vznikající „kvantové informační vědy“ vysvětlené v pěti ohledech:
1. použití volných analogií a metafor mezi koncepty v kvantové fyzice, v knihovnictví a informační vědě
2. využití kvantových konceptů a formalismů při získávání informací
3. využití kvantových pojmů a formalismů při studiu významu a konceptů k rozvoji kvantové sociální vědy
4. v oblastech sousedících s informační vědou
5. kvalitativní aplikace kvantových konceptů v samotných informačních disciplínách

## Profesionální aktivity

### Jeho soubor aktivit spadá do kategorií rozdělených podle typu aktivit na

#### Akademická spolupráce, kde se podílel celkem na čtyřech projektech
1. projekt TEMPUS se týkal výuky informační gramotnosti koordinované Univerzitou Zagreby
2. projekt se týkal vytvoření celoevropského programu pro knihovny a sci-informačního projektu, kde spolupracoval s dalšími 40 pracovníky v celé Evropě
3. projekt se zabýval Open Access v teorii a praxi, kde spolupracoval se Sheffield University iSchool
4. projekt se zabýval informační gramotností online, který sponzoroval Erasmus+ a spolupracoval na něm s univerzitami v Grazu, Zadar, Ljubljana, Hildersheim, Barcelona

#### Redakční činnost, kde byl členem ve 13 organizacích
1. 1982–1991: Série editorství výzkumných studií Tisková série výzkumných monografií v Chemometrii
2. 1987–1997: editorem IT Link pro ASLIB (Sdružení pro správu informací)
3. 1990–1994: členem redakční rady, Journal of Chemical Information and Computer Sciences
4. 1990–1993: editorem Perspektivy v řízení informací
5. 1990–2002: členem redakční rady, Alternativy k laboratorním zvířatům
6. 1990–2008: členem redakční rady, International Journal of Information Management
7. 1991–1994: Série editorství výzkumných studií Tisková série výzkumných monografií v počítačích a chemických strukturách
8. 1992–1995: členem redakční rady, Expert Systems in Information Work
9. 2002–dosud: editorem Journal of Documentation
10. 2005–2015: členem redakční rady Portál: knihovny a akademie
11. 2010–dosud: členem redakční rady ASLIB Journal of Information Management
12. 2012–dosud: spoluzakladatelem "Monografie" Základy informačních věd
13. 2015–dosud: členem redakční rady časopisu MDPI pro otevřený přístup k informacím

#### Konference
1. Konference: Knihovny v digitálním věku, kde byl předsedou tématu Kvalitativní hodnocení
2. Praha Inforum (2009): na téma Vyhlídky na knihovnu a informace: tři pohledy na budoucnost, kde byl lektorem workshopu informační generace: změna nebo kontinuita s cílem na informační chování mladých lidí a jaký vliv v této generaci mají mít změny na knihovnické a informační služby
3. 2010: 7. konference knihovnictví a informační vědy na University College London, kde byl za předsedu na konferenci v oblasti knihovnictví a informační vědy

#### Přednášky
1. Barcelona (2005): při setkání ISKA na téma Digitální gramotnost a znalostní organizace
2. Praha (2007): při setkání EUCLID / BCTS na téma O jeden krok dále: Evropský rozvojový plán kurikula o rok později
3. Univerzita v Oulu, Finsko (2014): na téma Informační gramotnost. Minulost. Přítomnost, budoucnost? v roli oponenta při formální obhajobě disertační práce
4. Zadar, Chorvatsko (2014): na téma Nejušlechtilejší potěšení: na získání porozumění z kvalitativního výzkumu. O oblasti knihoven v digitální éře
5. Setkání iFutures, Sheffield (2014): na téma Informační výzkum: stále proti praktikujícím?
6. Univerzita Roberta Gordona, Aberdeen (2015): na téma Setkání, syntéza, ponoření a výstavba: informace a získávání porozumění.
7. Univerzita v Pise (2018): na téma Už nikdy v historii lidstva: informační vzdělávání pro život pro budoucnost vzdělávání v oblasti informatiky (FEIS 2018)
8. Univerzita Porto (2018): na téma Podpora pravdy a podpora porozumění: organizace znalostí a prokletí infosféry.

#### Online články
1. Univerzita v Oulu (2014): na téma Veřejné přednášky a obhajoby, kde shrnuje článek propagující svou přednášku, kterou měl v roli oponenta při obhajobě PhD

#### Televizní program
1. (Chorvatsko): program nazvaný jako Technologie dnes, kde předložil prezentaci o vývoji elektronických knih, se zvláštním důrazem na jejich význam pro menšinové jazyky

#### Ostatní
1. hodnotitel projektu Horizon2020 HERA (Humanities in European Research Area)
2. hodnotitelem Ruské vědecké nadace
3. hodnotitelem slovinské výzkumné agentury
4. recenzent pro Radu ekonomického a sociálního výzkumu
5. recenzent Rady pro výzkum umění a humanitních věd
6. člen panelu REF2021 pro nastavení kritérií pro UoA34
7. autor svého osobního blogu s názvem The occasional informationist (2009)
8. aktivní uživatel na sociální síti Twitter pod jménem @david_bawden

## Ocenění
- editor prestižního vědeckého časopisu The Journal of documentation
- čestný přednášející na University College v Londýně a na university of Ljubljana